# Heligmonevra modesta
Heligmonevra modesta là một loài ruồi trong họ Asilidae. Heligmonevra modesta được Bigot miêu tả năm 1858. Loài này phân bố ở vùng nhiệt đới châu Phi.